# Oneness: Silver Dreams Golden Realities
Oneness: Silver Dreams Golden Realities é um álbum lançado em Março de 1979 pelo guitarrista Carlos Santana.
O álbum chegou à 87ª posição na parada da Billboard.

## Faixas
Todas as faixas por Carlos Santana, exceto onde anotado.
1. "The Chosen Hour" - 0:38
2. "Arise Awake" - 2:05
3. "Light Versus Darkness" - 0:48
4. "Jim Jeannie" (Hamilton) - 3:30
5. "Transformation Day" (Hovaness, Santana) - 3:44
6. "Victory" - 1:09
7. "Silver Dreams Golden Smiles" (Coster, Santana, Walker) - 4:09
8. "Cry of the Wilderness" - 3:10
9. "Guru's Song" - 3:06
10. "Oneness" - 6:21
11. "Life Is Just a Passing Parade" - 5:12
12. "Golden Dawn" - 2:17
13. "Free as the Morning Sun" - 3:14
14. "I Am Free" (Chimnoy, Santana) - 1:25
15. "Song for Devadip" (Walden) - 5:03

## Músicos
- Carlos Santana - Guitarra, vocais, música
- Urmila Santana - Vocais
- Saunders King - Guitarra, vocais
- Chris Solberg - Guitarra, teclados, vocais
- David Margen - Baixo
- Clare Fischer - Piano
- Tom Coster - Teclados, vocais
- Narada Michael Walden - Teclados
- Chris Rhyne - Teclados
- Bob Levy - Sintetizador
- Graham Lear - Bateria
- Armando Peraza - Percussão, vocais
- Pete Escovedo - Percussão